# Ingleside (Texas)
La ville américaine d’Ingleside est située dans les comtés de Nueces et San Patricio, dans l’État du Texas. Elle comptait 9 387 habitants lors du recensement de 2010.

## Source
- (en) Cet article est partiellement ou en totalité issu de l’article de Wikipédia en anglais intitulé « Ingleside, Texas » (voir la liste des auteurs).